# バレミテス

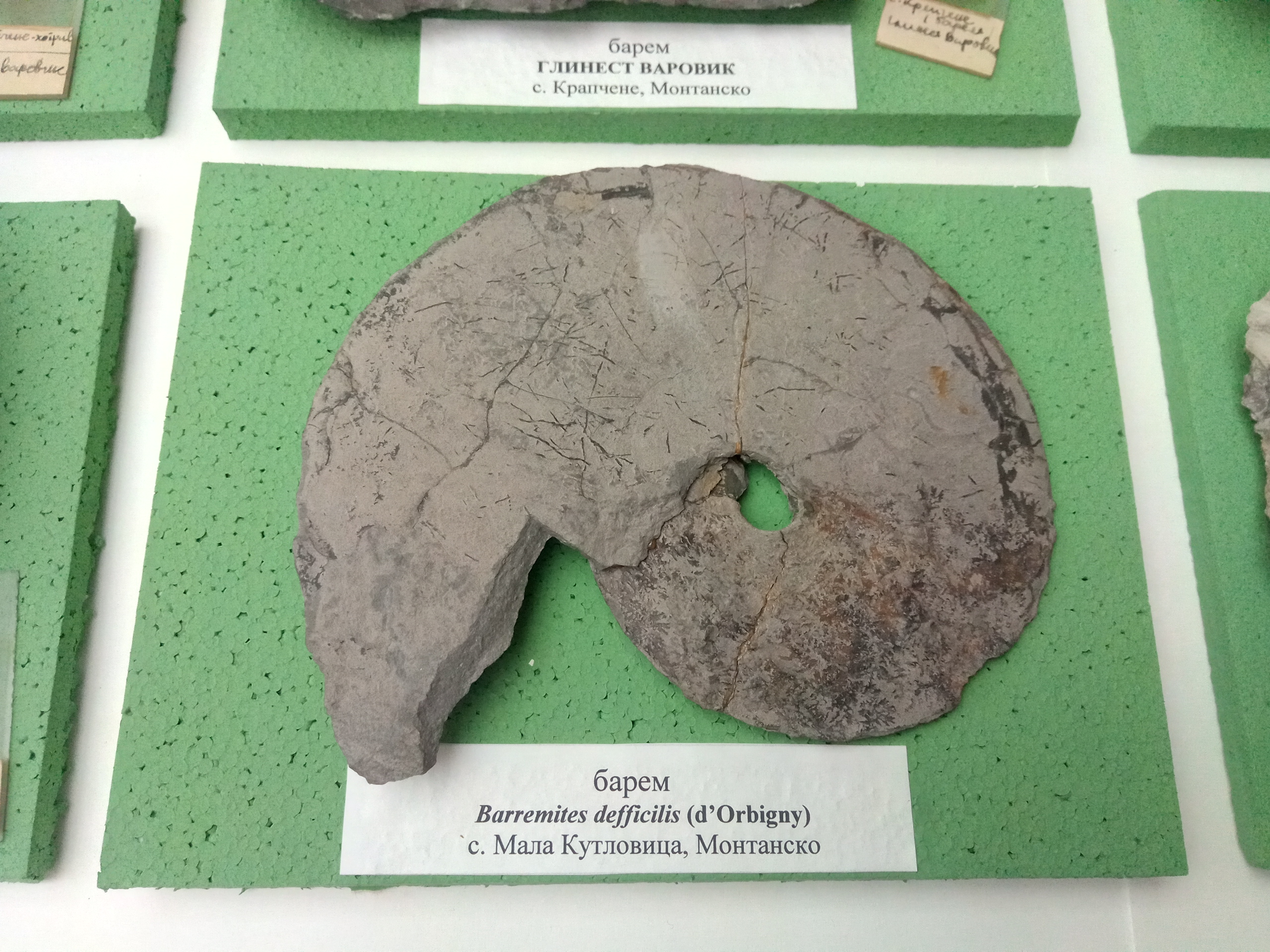
Barremites difficilis ソフィア大学古生物学・歴史地質学博物館展示。

バレミテス（学名：Barremites）は、アンモナイト亜目デスモセラス上科デスモセラス科バレミテス亜科に属し、前期白亜紀のオーテリビアンとバレミアンに生息していたアンモナイトの属。

## 概要
殻は中程度から高度な渦で、外側の殻が内側の殻を強く包み込み、圧縮度は様々である。側面は一般に滑らかで、成長の間隔を示す屈曲したまたは鎌形の襟があり、弱い縫合線から中程度に目立つ肋がある。
2亜属が含まれる。1つは、中程度の内反で、よく丸みを帯びた渦と傾斜した臍壁を持つ、オーテリビアンおよびバレミアンの Barremites (Raspailiceras) 亜属。もう1つは、非常に内反で、圧縮され、高い渦、鋭い縁で縁取られた急勾配の臍壁を持つ、バレミアンの Barremites (Barremites) 亜属である。
バレミテスは広範囲に分布しており、ヨーロッパ全土、ジョージア、モロッコ、メキシコ、コロンビア、日本などで発見されている。

## 分布
オーストリア、ブルガリア、チェコ、フランス、ハンガリー、イタリア、日本、モロッコ、スロバキア、スペイン、トリニダード・トバゴ、旧ソ連の白亜紀に生息していた。